# Tommaso Vallauri
Tommaso Vallauri (Chiusa di Pesio, 23 gennaio 1805 – Torino, 2 settembre 1897) è stato un filologo classico, latinista e politico italiano.
Fu senatore del Regno d'Italia nella XV legislatura.

## Biografia
Filologo classico di antica famiglia piemontese, allievo di Carlo Boucheron, insegnò eloquenza latina e italiana all'Università di Torino. Fu autore di un Vocabolario italiano-latino e latino-italiano e degli studi Storia della poesia in Piemonte e Storia delle università degli studi del Piemonte. Fu accademico delle Scienze di Torino, della Crusca e dei Lincei.
È sepolto nel Cimitero monumentale di Torino.

## Omaggi
- Un suo busto in marmo, opera dello scultore Pietro Canonica, è presente nel Palazzo dell'Accademia delle Scienze di Torino.

## Opere
- Tommaso Vallauri, Lexicon latini italique sermonis in usum scholarum novum in ordine digestum atque emendatum (Vocabolario Latino-Italiano) (Torino, 1851) Vol. 1
- Tommaso Vallauri, Lexicon latini italique sermonis in usum scholarum novum in ordine digestum atque emendatum (Vocabolario Italiano-Latino) (Torino, 1852) Vol. 2
- Tommaso Vallauri, Storia della poesia in Piemonte (Torino, 1841)
- Tommaso Vallauri, Storia delle università degli studi del Piemonte, Torino, Stamperia reale di G.B. Paravia E C., 1875.
- Tommaso Vallauri, Novelle di Tommaso Vallauri, Tip. e libreria dell'Oratorio di F. di Sales, 1873